# Cordilura ciliatipes
Cordilura ciliatipes är en tvåvingeart som beskrevs av James 1955. Cordilura ciliatipes ingår i släktet Cordilura och familjen kolvflugor.
Artens utbredningsområde är Kalifornien. Inga underarter finns listade i Catalogue of Life.